# Nikkarin
Nikkarin, vlastním jménem Michal Menšík (* 1987 Prostějov), je český výtvarník, ilustrátor a autor komiksů.
Na české komiksové scéně se Nikkarin poprvé uvedl roku 2008 příběhem Bunkr publikovaném ve stejnojmenné komiksové revui. Jeho dosud největším tvůrčím projektem je postapokalyptická tetralogie 130, která dle serveru Komiksárium.cz čerpá inspiraci z díla francouzského komiksového tvůrce Moebia, světa počítačové hry Fallout či románu Malý princ.
Roku 2011 byl Nikkarin jedním z třinácti českých a slovenských komiksových kreslířů, kteří se výtvarně podíleli na sborníku Ještě jsme ve válce, společném projektu sdružení Post Bellum a Ústavu pro studium totalitních režimů, jehož účelem bylo představit formou komiksu čtenářům pohnuté osudy lidí žijících za totality.
Nikkarin se v současné době plně věnuje knižním ilustracím a komiksům pro Čtyřlístek a Raketu.
V roce 2020 dostal Zlatou stuhu za svůj komiks Super Spellsword Sága: Legenda o nekonečnu.

## Dílo

### Samostatné publikace
- 130: Odysea (2009)
- 130: Hodní, zlí a oškliví (2010)
- Brutto #3: Spellsword Saga VII (2012)[4]
- 130: Čas hvězdoplavců (2015)
- Super Spellsword Sága: Legenda o Nekonečnu (2019)[5]
- Hubert a Hugo (2021)
- Dobrodružství Rockyho & Terky (2022)
- Hubert a Hugo 2 (2022)
- Hubert a Hugo 3 (2024) - cena Muriel 2024[zdroj?]
- Super Spellshort Saga (2025) samizdat, limitovaná série 200 ks

### Komiksy ve sbornících a časopisech
- Bunkr v: Bunkr: Komiksová revue č. 1 (2008) - cena Muriel 2009[zdroj?]
- Bo a lovec hvězd v: Aargh! č. 8 (2009)
- 130: Halucinace v: Návraty Komety: Český komiks 89>09 (2009)
- 130: Cedule v: Aargh! č. 9 (2010)
- kresba jednoho z příběhů v: Čvutix (2010)
- Ještě jsme ve válce dle scénáře Mikuláše Kroupy v: Ještě jsme ve válce (2011)